# Corrigiola capensis
Corrigiola capensis är en kransörtsväxtart som beskrevs av Carl Ludwig von Willdenow. Corrigiola capensis ingår i släktet skoremmar, och familjen kransörtsväxter. Utöver nominatformen finns också underarten C. c. africana.